# Porsche-Diesel P 133

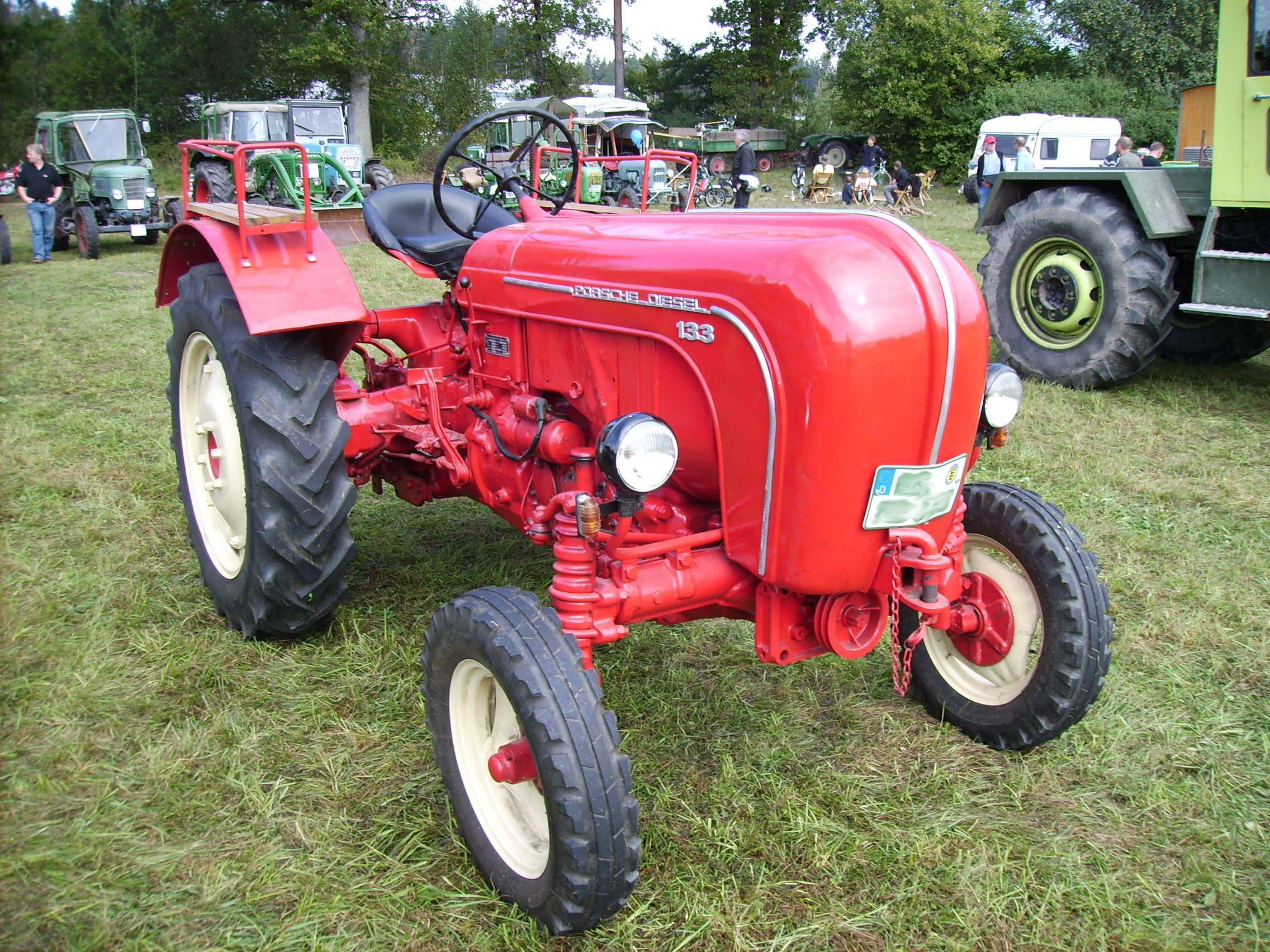
Porsche-Diesel P 133

Le Porsche-Diesel P 133 est un tracteur fabriqué par Porsche-Diesel Motorenbau GmbH, qui était basé à Friedrichshafen sur le lac de Constance et qui a repris la production de tracteurs d’Allgaier Werke, de 1956 à 1957, environ 2 000 unités de ce modèle de tracteur ont été produites. Le Porsche-Diesel P 133 était le modèle précédent du Porsche-Diesel Super 308.
Avant même le rachat d’Allgaier, Porsche était déjà actif en tant que développeur de moteurs et avait développé un système modulaire pour tous les moteurs. Chaque cylindre avait une course de 116 mm, une cylindrée d’environ 822 cm³ et un alésage de 95 mm. À 2 000 tours par minute, 8 kW (11 ch) étaient disponibles par cylindre. Le système modulaire garantissait que les pistons, les bielles et les segments restaient identiques et que les pièces de rechange étaient toujours disponibles. Le Porsche-Diesel P 133 était équipé d’un moteur Diesel 3 cylindres vertical refroidi par air avec injection via une chambre de turbulence, conçu sans courroie trapézoïdale. Le système d’injection intégré provenait de Bosch et la commande du tracteur Porsche-Diesel était régulée par un arbre à cames entraîné par engrenage et situé sous le moteur. Le moteur du Porsche-Diesel P 133 avait une cylindrée de 2 467 cm³, ce qui donnait au moteur une puissance de 24 kW (33 ch) et un couple de 119 Nm. L’air d’admission était nettoyé via le filtre à air à bain d’huile standard. De plus, le tracteur Porsche était équipé d’un système hydraulique Voith ou d’un embrayage à sec monodisque de Fichtel & Sachs. La transmission à changement de vitesse manuel ZF ou Getrag offrait un total de cinq vitesses avant et une vitesse arrière. Sur demande, un train à chenilles peut également être installé sur le Porsche-Diesel P 133.
De série, le tracteur Porsche-Diesel était équipé de trois arbres de prise de force. Une prise de force avant de 1000 tr/min, une prise de force de translation et une prise de force à engrenages à profil normal à l’arrière. Les prises de force pouvaient entraîner un chargeur frontal Baas ou une ensileuse, que les clients pouvaient commander en plus. Le frein à tambour, commandé au pied, agissait sur les roues arrière. Un frein à main verrouillable et indépendant, qui agissait comme un frein externe sur la transmission, était également installé sur le tracteur Porsche-Diesel. Le poids total du tracteur était de 2 650 kg avec une charge sur l’essieu arrière de 1 850 kg, une charge sur l’essieu avant de 800 kg et un poids à vide de 1 700 kg. La vitesse maximale du tracteur était de 20 km/h en marche avant et de 2,6 km/h en marche arrière. Alors que l’essieu avant était un essieu oscillant extensible et réglable en hauteur avec suspension indépendante, l’essieu arrière était installé dans une conception de portail rigide. L’équipement spécial du Porsche-Diesel P 133 comprenait une horloge, un indicateur de vitesse, une capote, des feux arrière et un compteur horaire. De plus, un deuxième siège sur l’aile droite et des poulies attachables pour l’avant et l’arrière peuvent être commandés. En option, l’empattement pouvait également être allongé de 14 cm.